# Аккорд, Илья Самойлович
Илья Самойлович Аккорд (Elias Accord; ок. 1760, Могилёв — 1811) — русский врач еврейского происхождения.

## Биография
Илья Самойлович Аккорд родился в Могилёве в середине XVIII века в семье врача. С 1778 года учился в Кёнигсбергском университете, затем около 6 лет в Берлинском университете, где получил диплом доктора медицины. Вернулся в Россию и в 1788 году получил от петербургской Медицинской коллегии докторский диплом и право практики в России. Будучи в том же году определён на службу, он последовательно служил в Украинской армии, Киевском полевом госпитале, 3 дивизии (1789) и Васильковском карантине до его упразднения в 1796 году. После кратковременного увольнения со службы в 1797 году и двух назначений, тотчас же отмененных (в Липовецкий уезд и Черноморский флот), Аккорд был назначен в том же году по просьбе киевского губернатора Красно-Милашевича «доктором при больнице Киевского приказа общественного призрения». В 1798 году Аккорд произведён в надворные советники. Позже состоял акушером при Киевской врачебной управе. Умер в 1811 году.